# Àbia (filla d'Heracles)
Àbia (en grec antic: Ἀβία), segons la mitologia grega, era la dida d'Hil·los, el fill d'Hèracles i Deianira. Alguns autors diuen que era la dida de Glenos, un altre dels fills d'Hèracles. Quan Hil·los, per la seva mort, no va poder arribar al Peloponnès, Àbia es va establir a Messènia.
Pausànias explica que Àbia després de la mort d'Hil·los, es va establir a la ciutat d'Ira, i allà va fundar un santuari dedicat a Hèracles. Per això Cresfontes, un dels Heraclides, li va concedir molts honors i va canviar el nom de la ciutat pel d'Àbia. Diu que allà hi havia un magnífic Heraclèon i un Asclepièon.